# 17836 Кануп
17836 Кануп (17836 Canup) — астероїд головного поясу, відкритий 25 квітня 1998 року.
Тіссеранів параметр щодо Юпітера — 3,319.